# Nexans

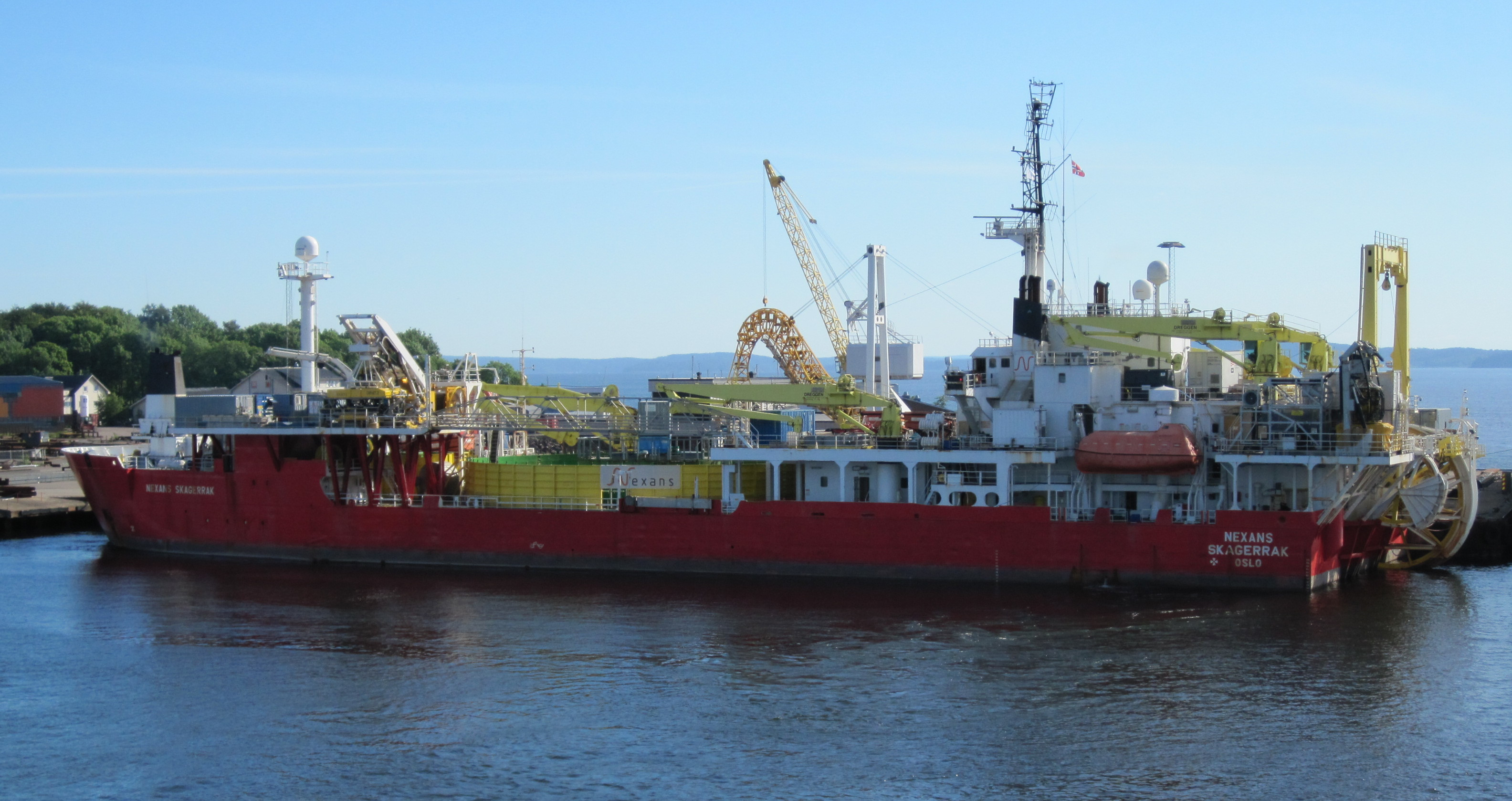
Kabelläggningsfartyget C/S Nexans Skagerrak i Horten, 2014

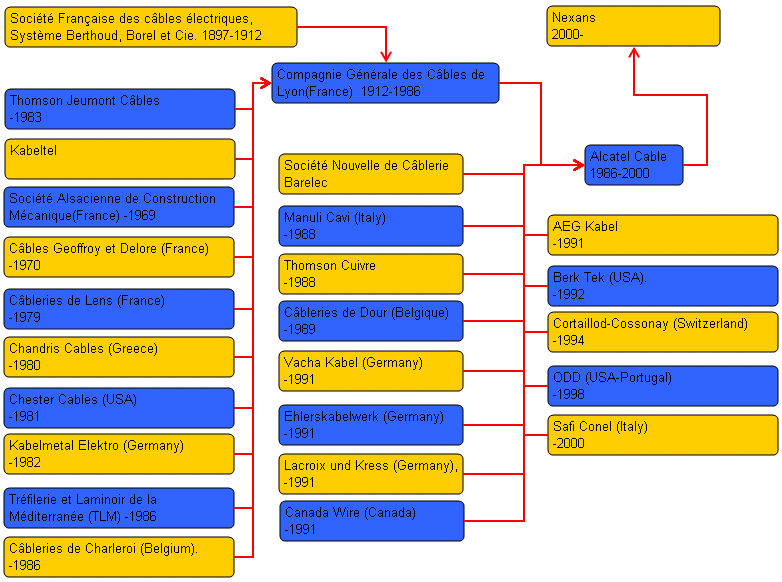
Schema över företagsförvärv och fusioner i Nexans förhistoria fram till 2000

Nexans S.A., tidigare Alcatel Câbles, är ett franskt verkstadsföretag, som tillverkar och installerar kablar.

## Historik
Nexans grundades 1897 i Lyon i Frankrike som Société Française des Câbles Électriques. Compagnie Générale d'Électricité (CGE) blev majoritetsägare 1912, och 1917 byttes namnet till Compagnie Générale des Câbles de Lyon. År 1924 fusionerades företaget med CGE. Kabeldelen utgjorde en betydande del av CGE: till exempel år 1952 svarade enheten Câbles de Lyon för 60% av företagets omsättning. Efter övertagande av Société Alsacienne de Construction Mécanique och Câbles Geoffroy et Delore blev CGE den största kabeltillverkaren i Frankrike. 
De omfattade uppköpen ledde till ekonomiska problem och rekonstruktion efter Oljekrisen 1973, som Câbles de Lyon. Efter en förnyad period av expansion omstrukturerades företaget till det med ITT samägda Alcatel NV med säte i Nederländerna, med kabelverksamheten från båda företagen under detta inom Alcatel Câbles. Företaget fortsatte en uppköpslinje med köp av bland andra Thomson Cuivre 1988, Canada Wire och tyska AEG Kabel 1991 samt amerikansk-portugisiska ODD 1998.

## Nexans som självständigt företag
År 2000 avknoppade Alcatel sin kopparkabelverksamhet med mera, Alcatel Cables and Components, under namnet Nexans S.A. och börsnoterade det året därpå på Parisbörsen. Det då namnändrade Alcatel behöll 20% av aktierna till 2006 i samband med att Alcatel gick samman med amerikanska Lucent till telefonibolaget Alcatel-Lucent. Därmed avslutades Alcatels engagemang i kabeltillverkningen helt.
År 2008 köpte Nexans kabeldelen i chilenska Madeco, med produktion i ett antal latinamerikanska länder. Köpet skedde med aktier i Nexans, vilket innebar att Madecos ägare, chilenska Lucsic Group, från 2010 genom sitt nybildade investeringsbolag Invexans, blev dominerande ägare i Nexans. Från 2014 äger Invexans 29% av aktiestocken.
Nexans hade 2017 produktionsanläggningar i 34 länder, omkring 26.000 anställda och en omsättning på omkring 6,4 miljarder euro.

## Nexans i Sverige och Norge
Alcatel Câbles köpte 1987 IKO Kabelverk med fabrik i Grimsås av ITT, som i sin tur köpt IKO Kabelverk 1968. Dotterföretaget bytte senare namn 2000 till först Nexans IKO Sweden och 2011 till Nexans Sweden.
Alcatel Câbles köpte samtidigt också ITT:s kabelföretag i Norge, Standard Telefon- og Kabelfabrikk A/S med fabriker i Halden, Rognan och Langhus i Nordre Follo kommun. Dotterföretaget hette först Alcatel STK AS, från 1997 Alcatel Kabel Norge A/S och från 2000 Nexans Norway A/S.
Nexans äger två norskregistrerade kabelläggningsfartyg, C/S Nexans Skagerrak och CLV Nexans Aurora, som används bland annat för att lägga sjökabel och till anslutning av havsbaserad vindkraft. Projektering för ett tredje kabelläggningsfartyg har inletts med planerad leverans 2026.
Nexans har bland annat varit entreprenör för anläggandet av den 2021 färdigställd sjökabeln Nordlink mellan Norge och Tyskland.